# Simonus
Simonus is een monotypisch geslacht van spinnen uit de  familie van de Zoridae (stekelpootspinnen).

## Soort
- Simonus lineatus Simon, 1880